# ایرینا سولوویوا
ایرینا سولوویوا (زاده ۶ سپتامبر ۱۹۳۷) فضانورد بازنشسته شوروی است که از ۱۹۶۲ تا ۱۹۶۹ فعال بوده‌است. سولوویوا در کیریفسک، تولا در روسیه به دنیا آمد و او به عنوان یکی از پنج زن انتخاب شده برای پیوستن به تیم فضایی کاملاً زن اتحاد جماهیر شوروی شناخته شده‌است.
ایرینا سولوویوا به عنوان یک چهره عمومی در بحبوحه جنگ سرد ظاهر شد. ایده راه‌اندازی اولین پرواز زن توسط نیکولای کامانین در سال ۱۹۶۱ مطرح شد. کامانین سرگئی کورولف، مهندس موشکی شوروی سابق را متقاعد کرد تا ایده او را بررسی کند و نیم سال بعد توافقی برای استخدام پنج فضانورد زن حاصل شد. بیش از ۸۰۰ زن برای این منصب درخواست دادند، اما تنها پنجاه و هشت مورد در نظر گرفته شد. پس از فرایند درخواست، بیست و سه زن برای غربالگری پزشکی پیشرفته در مسکو انتخاب شدند که سولوویوا یکی از آنها بود. رهبران شوروی به سولوویوا بیست و چهار ساله عضویت در تیم فضایی را پیشنهاد کردند.
با پذیرش پیشنهاد پیوستن به تیم فضایی، سولوویوا تمرینات خود را در شهر ستاره‌ای اتحاد جماهیر شوروی آغاز کرد. پنج زن انتخاب شده برای تمرین در شهر ستاره‌ای در تیم فضایی شامل سولوویوا، ژانا یوکینا، تاتیانا کوزنتسوا، والنتینا پونوماریوا و والنتینا ترشکوا بودند. والنتینا ترشکووا در نهایت برای پرواز انتخاب شد و سولوویوا جایگزین او شد. والنتینا ترشکووا، جایگزین سولوویوا و کارآموز دیگر در شهر ستاره‌ای، سه روز را در سفینه وستوک ۶ در فضا گذراند و سپس با چتر نجات به زمین برگشت. ترشکووا، همکار سولوویوا، جوایز نشان لنین و قهرمان اتحاد جماهیر شوروی را که بالاترین جایزه در اتحاد جماهیر شوروی است، دریافت کرد. اگرچه او عمدتاً به عنوان پشتیبان برای والنتینا ترشکووا مورد نیاز بود، سولوویوا سهم بزرگی در آغاز اکتشاف زنان در فضا داشت.
سولوویوا، اصالتاً اهل اورال، قبل از پیوستن به تیم فضایی، یک مهندس با مدرک علمی بود. او در مؤسسه پلی تکنیک سوردلوفسک شرکت کرد و فارغ‌التحصیل شد. سولوویوا همچنین به همراه نامزدش در آن زمان، سرگئی کیسلف، که یک مربی چتربازی بود، عضو تیم ملی چتربازی بود.
سولوویوا همچنین به عنوان اولین زنی که به فضا می‌رود، انتخاب شد، اما در نهایت سوتلانا ساویتسکایا انتخاب شد. سولوویوا قبل از اینکه به عنوان فضانورد انتخاب شود، قهرمان جهان در چتربازان ملی شوروی بود.
او نشان بلاروس برای خدمات به وطن در نیروهای مسلح درجه ۳ را دریافت کرد.
سولوویوا با سرگئی ای. کیسلیو ازدواج کرده‌است و دارای دو فرزند به نام‌های الکسی و یلنا است.

## تحصیلات
۱۹۵۹ – فارغ‌التحصیل از مؤسسه پلی تکنیک سوردلوفسک با مدرک مهندسی مکانیک
۱۹۶۷ – فارغ‌التحصیل آکادمی مهندسی نیروی هوایی ژوکوفسکی، مونینو
۱۹۸۰ – کاندید مدرک علوم روان‌شناسی

## آموزش
ایرینا سولوویوا یک فضانورد غیرنظامی آموزش دیده بود. او یک سرهنگ بازنشسته در نیروی هوایی شوروی است. او آموزش فضانوردی را از آوریل ۱۹۶۲ تا ۲۹ نوامبر ۱۹۶۲ در کنار کوزنتسوا و ترشکووا به پایان رساند. او همچنین در فوریه ۱۹۸۸ به عضویت یک اکسپدیشن تماماً زن در قطب جنوب درآمد.